# أغنية قصيرة

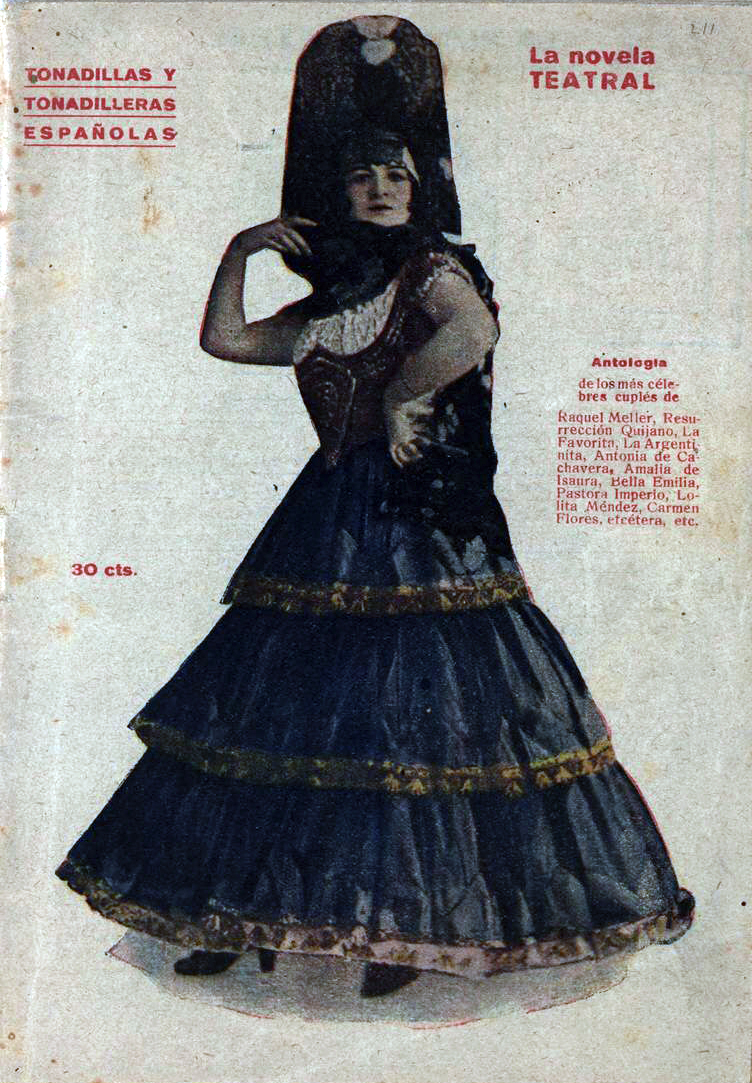

الأغنية القصيرة أو اللحن أو النغم (بالإسبانية: Tonadilla)‏ هي مصطلح درامي يشير إلى الأوبريت أو مقطوعة موسيقية قصيرة وخفيفة كانت تغنى في المسارح الإسبانية في النصف الثاني من القرن السابع عشر وعلى مدار القرن الثامن عشر. فهي نوع من الأوبرا الكوميدية القصيرة التي قامت على مدار حوالي خمسين عامًا بدور الاستراحة أو الفاصل بين فصول المسرحية. وكانت هذه الأغاني القصيرة ذات محتوى شديد السخرية وكانت تُكتَب لشخص أو أكثر وحتى سبعة أشخاص.